# Princess Anne (Maryland)
Princess Anne település az Amerikai Egyesült Államok Maryland államában, Somerset megyében, melynek megyeszékhelye is. Lakosainak száma 3446 fő (2020. április 1.).

## Népesség
A település népességének változása:

| 2010 | 3 290 |
| 2020 | 3 446 |